# Villa Lucini Passalacqua
Villa Lucini Passalacqua è una villa sorta nel XVIII a Moltrasio sulla sponda sinistra del ramo occidentale del lago di Como.

## Storia
La villa venne edificata verso la fine del Settecento per volontà della famiglia Odescalchi, dopo aver acquistato vari terreni che comprendevano un antico monastero dell'ordine degli Umiliati e la chiesa medioevale di Sant'Agata dell'XI secolo tuttora esistente.
Il conte Andrea Lucini Passalacqua, acquistandola dagli Odescalchi nel 1787, la rese sua residenza estiva chiamando a collaborare architetti e decoratori come Felice Soave e Giocondo Albertolli. Ad accrescere il prestigio della villa fu Alessandro Lucini Passalacqua, il quale la arricchì della biblioteca e di opere d'arte e vi ospitò personaggi di rilievo come Vincenzo Bellini, che frequentò la villa dal 1829 al 1833.
Bellini, che a Moltrasio alloggiava regolarmente nella più piccola Villa Salterio con la sua musa ispiratrice Giuditta Cantù Turina, compose a Villa Lucini Passalacqua alcune delle sue opere più importanti (come la Norma, la Sonnambula e la Straniera, dedicata proprio alla Turina), favorito dalla vicinanza del soprano Giuditta Pasta, sua interprete prediletta, che dall'altra parte del lago possedeva la villa Roda (al suo posto fu successivamente edificata villa Roccabruna). Le tradizioni popolari vogliono che lui la sentisse cantare mentre componeva.
Dopo il 1890 alla morte di Giovanni Battista erede del conte Alessandro, la villa ospiterà ancora personaggi famosi, dal giornalista Eugenio Torelli Viollier (fondatore del Corriere della Sera), a Winston Churchill. 
L'ultimo dei Lucini Passalacqua, Gian Pietro, morì nel 1914.
Nel corso del Novecento, la villa fu rivenduta dall'ultima erede dei Passalacqua, Alessandra Negrotto Cambiaso. Dopo esser stata proprietà dei Nalder von Söderholm, la villa soffrì un lungo periodo di abbandono, fino a quando negli anni settanta fu ristrutturata dall'ungherese Kiss Maerth. In quel periodo la villa fu per 20 anni la sede dei concerti del Circolo culturale moltrasino, intitolato a Vincenzo Bellini. 
Posseduta nel Duemila dallo statunitense Cantwell, la villa e il parco furono elegantemente ristrutturati 
Oggi è proprietà della META s.p.a catena alberghiera della famiglia De Santis, con aperture stagionali come Hotel Rèsidence di lusso.

## Descrizione
La villa si può raggiungere sia "via lago" che dalla strada di Moltrasio; dopo un viale di cipressi si intravede il campanile della Chiesa di Sant'Agata e il maestoso edificio, uno dei più grandi edifici del lago (30.000 m²).
La struttura è caratterizzata da un grande blocco bianco frontale abbastanza sobrio, e due ali (quella destra più grande di quella sinistra), all'interno della proprietà ci sono altri edifici come la dipendenza, una villetta a lago di costruzione moderna e il mausoleo di famiglia.
All'interno si possono ammirare innanzitutto la porta d'accesso costituita da una scultura in bronzo, lo scalone decorato da un bronzo di Auguste Rodin, un'infilata di saloni affrescati da Andrea Appiani e una serie di decorazioni e stucchi di Giocondo Albertolli. La villa ospita inoltre una biblioteca di oltre tremila libri.
La cappella della villa, risalente al XIX secolo, conserva sculture di epoca altomedievale - più precisamente, di età carolingia - riportate alla luce durante una campagna di scavi all'interno della basilica di Sant'Abbondio di Como.

### Giardino
Il giardino è di tipo formale, costituito da terrazzamenti digradanti verso il lago. Vi è anche una serie di giochi d'acqua costellati da statue che mettono in risalto il tipo di vegetazione lacustre, in cui sono comprese rare piante secolari, tanto che l'Amati, nel 1863 descrive il parco dicendo "bella varietà di piantagioni, superbi annosi cipressi, ricche cedriere, vaghi boschetti di camelie, eleganti fontane e grandiosi sotterranei".
Le gallerie conducono direttamente alla darsena. Costruite nello stesso periodo in cui venne costruita la villa, costituirono un covo della polizia partigiana capeggiata da Michele Moretti.